# Municipio de Osage (condado de Morgan)
El municipio de Osage (en inglés: Osage Township) es un municipio ubicado en el condado de Morgan en el estado estadounidense de Misuri. En el año 2010 tenía una población de 6175 habitantes y una densidad poblacional de 26,26 personas por km².

## Geografía
El municipio de Osage se encuentra ubicado en las coordenadas 38°16′43″N 92°47′18″O / 38.27861, -92.78833. Según la Oficina del Censo de los Estados Unidos, el municipio tiene una superficie total de 235.17 km², de la cual 207,97 km² corresponden a tierra firme y (11,56 %) 27,19 km² es agua.

## Demografía
Según el censo de 2010, había 6175 personas residiendo en el municipio de Osage. La densidad de población era de 26,26 hab./km². De los 6175 habitantes, el municipio de Osage estaba compuesto por el 96,92 % blancos, el 0,44 % eran afroamericanos, el 0,62 % eran amerindios, el 0,24 % eran asiáticos, el 0,15 % eran de otras razas y el 1,64 % eran de una mezcla de razas. Del total de la población el 1,41 % eran hispanos o latinos de cualquier raza.